# Sikorsky HH-60J Jayhawk
Il Sikorsky HH-60J Jayhawk è un elicottero biturbina a medio raggio impiegato dalla Guardia costiera degli Stati Uniti (USCG) per la ricerca e soccorso, il controllo delle attività illegali e le missioni di protezione dell'ambiente marino.

## Sviluppo
Scelto per sostituire il Sikorsky HH-3F Pelican, l'HH-60J è un membro della famiglia di elicotteri Sikorsky-70 e si basa sugli SH-60 Seahawk della Marina degli Stati Uniti. Lo sviluppo cominciò nel Settembre del 1986, il primo volo è stato eseguito l'8 agosto 1989, e il primo HH-60J è entrato in servizio USCG nel Giugno 1990. La produzione terminò nel 1996 dopo che erano stati prodotti 42 elicotteri. Rispetto al suo predecessore, l'HH-60J è più leggero, più veloce, ha motori più potenti ed è dotato di elettronica più sofisticata.

## Tecnica
L'HH-60J è stato progettato per trasportare un equipaggio di quattro persone, più 6 persone supplementari a bordo, su una distanza fino a 300 miglia (483 km), con un'autonomia di 45 minuti massimi sul teatro di operazioni. La normale velocità di crociera dell'HH-60J è 135-140 kN (250-260 km/h; 155-161 mph) e l'aeromobile è in grado di raggiungere 180 kN (207 mph; 330 km/h) per brevi periodi. L'HH-60J può volare a 140 nodi (161 mph; 260 km/h) per sei-sette ore. Il serbatoio ha una capacità di 6.460 litri.
Come sistema radio impiega un Collins RCVR-3A per ricevere simultaneamente le informazioni provenienti da quattro rilevatori del sistema NAVSTAR di 18 satelliti in tutto il mondo. Ha inoltre un verricello laterale con 200 piedi di cavo, pari a circa 60 metri.
Nel 2007 è stato avviato un programma di aggiornamento di tutte le unità esistenti. L'aggiornamento riguarda l'introduzione di un glass-cockpit (cioè di strumentazione su schermi piatti CRT anziché strumenti meccanici ed analogici),  un sistema a infrarossi migliorato così come un sistema di sensori radar.
Sono state aggiunte delle armi per sparare colpi di avvertimento e alcune piastre blindate per proteggere l'equipaggio dai colpi di armi leggere.

## Impiego Operativo
Pur essendo stato concepito come velivolo impiegato sulle basi costiere, è stato anche imbarcato sui Cutter della USCG.L'HH-60 è continuamente impiegato per le operazioni del controllo delle coste e del contrasto del narcotraffico dalla USCG.
Gli HH-60 sono stati impiegati durante le 2 guerre del Golfo.

## Utilizzatori
Stati Uniti
- United States Coast Guard

45 MH-60J ricevuti a partire dal 1990, modificati allo standard MH-60T nell'ambito del programma Deepwater tra il 2007 e il 2013. Nel gennaio 2021, la United States Coast Guard (USCG) ha ordinato 25 nuovi scafi per la sua flotta di MH-60T alla Sikorsky per supportare il programma SLEP (Service Life Extension Program) al costo di 207 milioni di dollari. Ulteriori 5 nuovi scafi sono stati ordinati il 6 luglio 2021, portando a 30 il totale a trenta gli scafi per gli MH-60T. Oltre alla sostituzione degli scafi, il programma prevede la sostituzione delle pale del rotore principale e i cablaggi elettrici.
- - CGAS Astoria, Oregon
  - CGAS Clearwater, Florida
  - CGAS Cape Cod, Massachusetts
  - CGAS Elizabeth City, Carolina del Nord
  - CGAS San Diego, California
  - CGAS Sitka, Alaska
  - CGAS Kodiak, Alaska
  - ATC, Mobile (Alabama)